# Baky
Il Baky (in russo Бакы?) è un fiume della Siberia Orientale, affluente di sinistra della Jana. Scorre nel Verchojanskij ulus della Sacha (Jacuzia), in Russia.
Il fiume ha origine alle pendici dei monti Kular e scorre in direzione orientale. La lunghezza del fiume è di 172 km, l'area del suo bacino è di 3 020 km². Sfocia nella Jana a 479 km dalla foce.